# Oliarus lihue
Oliarus lihue är en insektsart som beskrevs av Giffard 1925. Oliarus lihue ingår i släktet Oliarus och familjen kilstritar. Inga underarter finns listade i Catalogue of Life.